# Scardinius graecus
A Scardinius graecus a sugarasúszójú halak (Actinopterygii) osztályának pontyalakúak (Cypriniformes) rendjébe, ezen belül a pontyfélék (Cyprinidae) családjába tartozó faj.

## Előfordulása
A Scardinius graecus egyetlen görögországi tóban, a 25 km²-es felületű Jlíki-tóban honos. Ezt a fajt, korábban sok szerző csak a vörösszárnyú keszeg (Scardinius erythrophthalmus) alfajának tekintette.

## Megjelenése
A hal testhossza 25-35 centiméter, legfeljebb 40 centiméter. 39-42 nagy, kerekded pikkelye van az oldalvonal mentén.

## Életmódja
A parti növényzet között, kisebb csapatokban él. Tápláléka apró rákok, rovarlárvák, vízre hullott rovarok és puha növényi részek.

## Szaporodása
Április és június között csapatosan ívik a vízinövényekben gazdag, sekély parti részeken.

## Felhasználása
Ennek a halnak ipari mértékű a halászata.